# Город Груйтуйзена
Город Груйтуйзена — характерное лунное образование, расположенное на окраине Центрального Залива. Открыто в 1822 году немецким астрономом Францем фон Груйтуйзеном:156—157 и названо им «Валлверк»:3—4. Первоначально считалось городом обитателей Луны, позднее искусственная природа образования была поставлена под сомнение.

## Астрономия в XIX веке
XIX век являл собой время бурного развития астрономической науки, основой которого явилось в первую очередь разработка Ньютоном закона всемирного тяготения, правильность которого получила окончательное обоснование в работах Галлея, посвящённых комете, позднее получившей его имя. Небесная механика в это время развивается особенно бурно, внимание учёных привлекают задачи поиска неизвестных планет Солнечной системы.
Наблюдательная астрономия также переживала период бурного развития, увеличивалось количество обсерваторий в Европе, первые обсерватории в Южном полушарии открыли Дж. Гершель и Н. Лакайль. Росли также размеры телескопов, так в 1842 году в строй вступил построенный У. Парсонсом 2-метровый рефлектор (в XIX веке это достижение так и не было никем превзойдено); в 1861 году В. Лассаль построил 122-см рефлектор.
В 1836 году началось фотометрическое наблюдение звёзд, пионером которого выступил Дж. Гершель, в 1840 году получены первые результаты наблюдений Солнца в инфракрасном диапазоне, в 1841—1845 гг. усилиями У. Бонда и Дж. Бонда (США) родилась фотографическая астрономия, в 1874 году вышел из печати первый фотографический атлас Луны.
В 1859—1862 гг. Р. Бунзен и Г. Кирхгоф разработали основы спектрального анализа, произведшего подлинную революцию в наблюдательной астрономии, так как посредством этого метода удалось получить никаким иным способом недоступную в то время информацию о химическом составе небесных тел. С помощью спектрального анализа впервые удалось научно доказать сходство химического состава Солнца и планет, и таким образом получить достаточно убедительный аргумент в пользу материального единства Вселенной.

## Спор о наличии жизни в Солнечной системе в 1750—1900 гг
Вместе с тем, давний вопрос о множественности миров и наличии разумной жизни во Вселенной и как её частного случая — жизни на небесных телах Солнечной системы — встал с новой остротой, перестав быть чисто умозрительной гипотезой, какой казался вплоть до того момента.
Действительно, гипотеза Канта — Лапласа с убедительностью показала закономерность образования звёзд и планетарных систем, схожих с нашей, единство химического состава также говорило в пользу предположения о наличии жизни, схожей с земной, на других телах Солнечной системы.
Возможность наличия города на Луне в XIX веке не воспринималось как нечто невероятное, поскольку Луна считалась обитаемой: так, ещё Иоганн Кеплер полагал, что кратеры на Луне имеют искусственное происхождение и являются городами лунных обитателей («эндимионов»).
Уильям Гершель также считал Луну обитаемой, и в 1780 году писал королевскому астроному Маскелайну: «Несомненно, что на Луне жизнь должна существовать в той или иной форме…»; Пьер Гассенди считал, что условия на Луне непригодны для земной жизни, — следовательно, существа, живущие там, организованы иначе, чем земные.
Директор Берлинской обсерватории Иоганн Элерт Боде (1747—1826) доказывал наличие жизни на Солнце, обладавшем, по его мнению, «холодным и тёмным ядром, окружённым плотной атмосферой, где наличествуют вода и суша, а горные цепи сменяются долинами», причём, по его мнению, эта внутренняя поверхность Солнца может и должна быть населена разумными существами, «без устали воздающими хвалу своему Творцу». По мнению Боде, чья теория позднее получила имя «панпопулизма», каждое космическое образование, будь то планета, звезда или астероид, обязательно будет населена разумными существами. Отвечая своим научным противникам, указывавшим, что расстояние от Солнца, различное для каждого планетного образования, должно влиять на условия на конкретной планете, Боде утверждал, в свою очередь, что атмосфера каждого небесного тела способна вносить свою лепту в формирование температурного режима, и, к тому же, инопланетные «растения, животные и разумные существа» отнюдь не обязаны напоминать земных.
Но если эти первые предположения были чисто умозрительными, так, в частности, Боде исходил из посылки всеблагости Творца, Иоганн Шрётер в своих работах, относящихся к концу XVIII века, сообщил о наблюдениях атмосферы, дорог, зелёного поля, канала и даже города на Луне, а также описал изменения цвета лунной поверхности, связанные, как он полагал, с растительностью, появление облаков, туманов, а также дыма, свидетельствующего о промышленной деятельности.

## История открытия
12 июля 1822 года врач, профессор астрономии Мюнхенского университета Франц фон Груйтуйзен (1774—1852), наблюдая поверхность Луны вблизи Центрального Залива в свой 2,4-дюймовый (6 см) телескоп-рефрактор, зарисовал вблизи кратера Шрётер «город» — образование, чем-то напоминающее фрагмент паучьей сети: низкие прямые валы, расходящиеся под углом 45 градусов, соединённые попарно «решёткой» из поперечных валов. На одном из концов сети было расположено нечто, напоминающее цитадель. Он утверждал, что наблюдал на лунной поверхности также укрепления, дороги и даже звериные тропы. Весь город, названный им «Валлверк» (нем. Wallwerk) — то есть в переводе с немецкого «<город>, окружённый крепостной стеной», простирался примерно на 37 км.
Результаты своих наблюдений фон Груйтуйзен опубликовал в 1824 году в работе «Entdeckung vieler deutlicher Spuren der Mondbewohner» (нем.) (то есть «обнаружение многочисленных следов разумной жизни на Луне»). В следующем году он подготовил объёмную статью в нем. Berliner astronomisches Jahrbuch (вышедшую в 1828 году), в которой детально рассказывал о двухлетней истории наблюдений, выражая надежду, что каждый, имеющий «хороший, опытный глаз» может повторить его исследования. После этого он отправился в путешествие, показывая свой Город астрономам, философам, королям. Первым подтвердил сообщение Груйтуйзена князь Меттерних в Вене, вторым — профессор Боненбергер, а третьим стал известный астроном-любитель Генрих Швабе.
Это открытие произвело сенсацию, вызвав среди прочего, нешуточную журнальную полемику. Так, если верить шотландскому «New Philosophical Journal» Генрих Ольберс выступил горячим сторонником идеи, что Луна покрыта растительностью и населена разумными существами. Гаусс в разговоре с первооткрывателем поддержал его идею попытаться связаться с обитателями лунного города, покрыв сибирские равнины сетью огромных каналов в форме геометрических фигур, заполненных горящим керосином, так как «математические понятия лунян должны быть сходны с нашими».
С другой стороны, издатель журнала «Annals of Philosophy» открыто высмеял Груйтуйзена, окрестив его самого и его последователей «твердолобыми лунатиками», прибавив к тому, что Гаусс наверняка «посмеялся втихомолку над его нелепыми, шальными идеями», так как от Груйтуйзена «нельзя было ожидать иного, кроме порции полной и непроходимой чуши»,
и только в настоящее время удалось подтвердить, что, действительно, полностью или частично оба учёных поддержали первооткрывателя. Со своей стороны, Вильгельм Лорман в 1830 году отмечал, что подобным гипотезам, помещающим на безводную и безвоздушную Луну леса, города и обитателей, «которых, быть может, удастся рассмотреть, случись им пройти плотной толпой через лес», нет места в серьёзной науке.
Современники открытия полагали, что это — крепостные сооружения обитателей Луны, либо же исполинские письмена, посредством которых жители Луны хотели обратить на себя внимание.
Однако спустя 15 лет после этого открытия немецкий астроном Иоганн Генрих Медлер категорически заявил, что он никогда не видел на Луне и следа похожих на укрепления валов. Он начертил на специальной карте обычным способом, то есть штрихами, эту кажущуюся симметричной сеть в виде целого ряда пересекающихся и спутанных горных цепей, какие часто видны на Луне и ничем не примечательны. В таком же духе высказался и британский астроном Томас Вебб, описывая свои собственные наблюдения Города:

…любопытный образец параллельности, но настолько грубый, что его природное происхождение очевидно…

Тем не менее, сторонник искусственного происхождения лунного города В. Бёльше писал:

…при благоприятном положении солнечных лучей, можно так ясно и легко видеть эти укрепления… Это явление непременно очаровывает каждого наблюдателя Луны, потому что подобное зрелище не встречается больше нигде. Старые рисунки этих укреплений, из времён до Медлера, хорошо передают эту картину, и если симметрия сети несколько преувеличена в этих рисунках, то и в рисунках Медлера существует такое же субъективное преувеличение запутанности линий.

## Наблюдения

Фотография города Груйтуйзена.

Город Груйтуйзена расположен на пересечённой равнине (абсолютная высота равнины не превышает нескольких сотен метров), на окраине Залива Зноя и занимает площадь 70×90 км. Район, в котором расположен Город, отличается от окружающей местности тёмной окраской. Это вызвано пирокластическими вулканическими выбросами (которые в Заливе Зноя были залиты лавой). Пирокластические отложения вокруг Залива Зноя — самые тёмные на Луне и единственные, где обнаружены (по спутниковым наблюдениям) породы с высоким содержанием шпинели.
Город лучше виден в течение суток после первой четверти Луны, при условии спокойной атмосферы, для его наблюдения достаточно небольшого телескопа; однако при большем диаметре объектива город виден и при большем удалении терминатора от него. Селенографические координаты центра решётки Города около 6° с. ш. 8° з. д. / 6° с. ш. 8° з. д., то есть он находится между кратерами Эратосфен и Шрётер, ближе к последнему.
Из затопленного лавой кратера Шрётер (координаты 5°00′ с. ш. 7°48′ з. д. / 5° с. ш. 7,8° з. д.) тянутся два радиальных прямых вала, образующих решётку вместе с пятью другими параллельными линиями. Одни валы идут от холмов и полузасыпанных кратеров, другие — начинаются и заканчиваются прямо в местах пересечения решётки.
В разные фазы Луны на территории Города можно заметить различные интересные особенности. При высоком положении Солнца над Городом становится заметной цепочка попарно светлых пятен, ограничивающих с двух боков тёмную изогнутую полосу. С запада и востока от Города можно увидеть нечто похожее на «рисовые поля» — треугольные полосатые территории. Примерно за 20 часов до последней четверти Луны на западном валу хорошо выделяется белая полоса. Она имеет длину, не уступающую длине «Прямой стены», тонкая и прямая настолько, что напоминает натянутую нить. Город расположен на возвышенности. Обращает на себя внимание главный свод города, высота которого, согласно измерениям длины тени, составляет около 300—500 метров, тогда как высота оснований валов незначительна. С левой стороны от города имеется обширная насыпь.
Наблюдавший Город 11 июня 1870 года при помощи 6,5-дюймового (16,25 см) рефлектора, Майкл Уитли составил такое описание:157:

…центральный хребет начинается на севере от возвышенности, и тянется к югу до кратера с центральной горкой…

В его западной части в юго-западном направлении расходятся пять хребтов, наиболее заметный из которых самый северный; он отбрасывает небольшую тень…

К востоку от центрального холма — в юго-восточном направлении расходятся четыре хребта, которые видны не так отчётливо, и постепенно сливаются с окружающей местностью…

Сами хребты белые и расположены на тёмной поверхности, что делает их хорошо заметными и очень похожими на ольховые листья, как описал их Груйтуйзен; тем курьёзнее то, что объект в целом выглядит несомненно естественного происхождения…

Те, кто не наблюдал этого замечательного объекта, безусловно, найдут его достойным своих поисков.

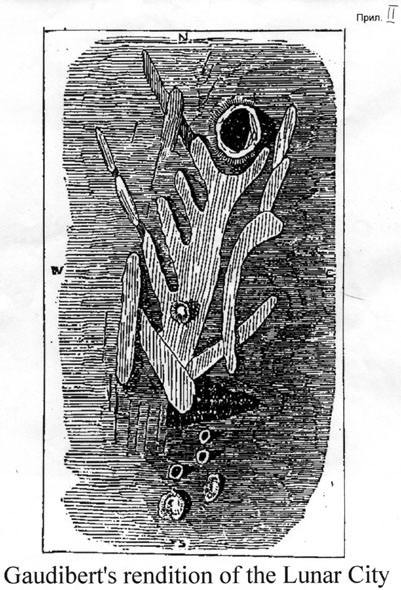
Город Груйтуйзена по рисунку Годибера.

В 1874 году французский астроном Казимир Годибер в своей статье, посвящённой наблюдениям Города, указал на то, что его вид изменился со временем, в частности, некоторые его «стены» обрушились, появились новые образования:

Несомненно, зарисовки этого объекта существуют, и было бы интересно сравнить их с его современным видом. Кажется практически определённым, что вид Груйтуйзена претерпел изменения, и его восточные «рёбра» исчезли, за исключением северо-западного «ребра», которое, как представляется, скрыто меридиональной стеной. На оконечности следующего «ребра» вместо стены я видел впадину, а после неё — продолжение «ребра». У третьего и четвёртого ребра нет продолжений, но к югу один из них заканчивается впадиной, за которой находится то, что представляется продолжением «меридиональной» стены; так что мы наблюдаем два окончания этой стены без её середины. Было бы интересно также узнать, находится ли восточная часть в таком же состоянии, как это было тогда, когда Груйтуйзен потерял «рёбра», и наблюдались ли три кратера к северу от объекта [ранее]. Кажется, что они образовались недавно. Наблюдая этот объект при увеличении 550 [крат], я обнаружил, что его поверхность покрыта мелкими буграми, и бо́льшими на широте второго «ребра». Во время моих наблюдений терминатор пересекал [кратер] Стадий.

### Список основных объектов Города
| Образование        | Координаты                                      | Примечание                                                   |
| ------------------ | ----------------------------------------------- | ------------------------------------------------------------ |
| «Арена» (Шрётер W) | 4°48′ с. ш. 7°36′ з. д. / 4,8° с. ш. 7,6° з. д. | «Кратер с горкой» по Уитли                                   |
| «Цитадель»         | 6°36′ с. ш. 7°30′ з. д. / 6,6° с. ш. 7,5° з. д. | Возвышенность на севере Города                               |
| «Прямая стена»     | 5°30′ с. ш. 7°30′ з. д. / 5,5° с. ш. 7,5° з. д. | Главный хребет                                               |
| «Западная стена»   | 5°42′ с. ш. 7°12′ з. д. / 5,7° с. ш. 7,2° з. д. | Западный хребет                                              |
| «Восточная стена»  | 5°24′ с. ш. 7°54′ з. д. / 5,4° с. ш. 7,9° з. д. | Восточный хребет                                             |
| Кратерик Шрётер T  | 7°06′ с. ш. 7°48′ з. д. / 7,1° с. ш. 7,8° з. д. | Один из 3 кратеров к северу от объекта, описанный Гудибертом |

## Современные оценки
Учитывая общую размытость образования, размер «города», составляющий десятки километров, толщину валов и стен, достигающую нескольких километров, отсутствие даже поверхностной аналогии с каким-либо известным искусственным объектом (на Луне найдена пока ещё только одна подобная форма рельефа к западу от кратера Фра Мауро), большинство астрономов считает, что это образование лунного рельефа естественного происхождения. Сам рисунок возник при движении и остывании лунной лавы, когда на её пути находилось несколько холмов. Эти препятствия образовали на пути несколько расходящихся под углом друг к другу волн. Одновременно с этим, согласно советскому астрофизику И. С. Шкловскому, проявлением деятельности разума можно считать лишь феномен, который не удаётся объяснить естественными причинами (принцип презумпции естественности).
Возможно, ошибка Груйтуйзена была в достаточной мере обусловлена тем, что в его распоряжении находился всего лишь достаточно скромный 2-дюймовый рефрактор, слабое разрешение телескопа дополнилось воображением, и, как то бывает, исследователь увидел то, что пожелал. Иными словами, как и в случае каналов на Марсе, многие наблюдатели были введены в заблуждение особенностями человеческого восприятия, наблюдая объект, находящийся на пределе разрешающей способности их инструментов.
Кульминацией поисков жизни на Луне стало открытие «Валлверка» фон Груйтуйзеном. По оценке сотрудника Радиоастрономического института Национальной академии наук Украины А. В. Архипова,

В любом случае, этот объект является памятником пионерским попыткам поиска разумной жизни вне Земли.

## Большое лунное надувательство

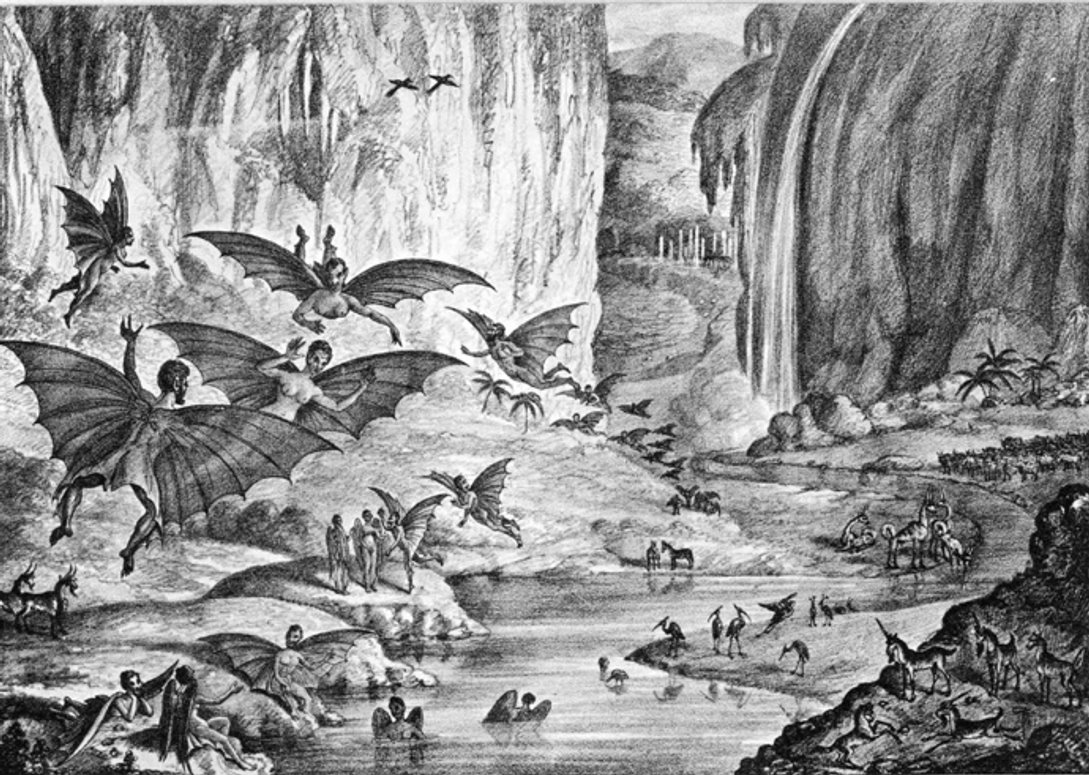
Лунные мышелюди, животные и пейзаж. Литография XIX века.

Имя «большого лунного надувательства», или «лунной утки», получила серия очерков в нью-йоркской газете «Sun» (№ 615—619), первый из которых вышел из печати 25 августа 1835 года.
Самым серьёзным тоном в очерках излагалась история о том, что Джон Гершель, отправленный правительством в Южную Африку, изготовил невиданный телескоп с увеличением в 42 000 раз, соединённый с микроскопом, так что поверхность Луны приближалась на видимое расстояние в 100 ярдов (около 92 м). Проекция якобы передавалась на растянутую на стене на манер экрана простыню, после чего перед глазами у поражённых исследователей открылась картина лунной жизни.
Удалось разглядеть зелёные луга, базальтовые горы, пасущееся стадо бизонов, единорогов и чисто английского вида шерстяных овец. Более того, вместе с последними появились и пастухи-луняне ростом около четырёх английских футов (примерно 1,2 м) с медного цвета кожей, шерстью и перепончатыми крыльями, что немедленно подтолкнуло Гершеля дать им наименование vespertilio-homo, то есть «летучий мышечеловек».
Америку охватило лихорадочное возбуждение, весь тираж «Sun» немедленно исчез с прилавков, в дополнение к нему пришлось допечатать ещё 60 тыс. экземпляров. Нью-йоркские и провинциальные газеты единодушно заявляли, что репортаж несомненно «достоверен и научно обоснован».
Единственный протестующий голос принадлежал Эдгару Аллану По, уверявшему, что неизвестный автор попросту списал сюжет с его рассказа «Необыкновенное приключение некоего Ганса Пфааля», однако никто не желал его слушать.
Энтузиазм сторонников лунной жизни удалось остудить лишь официальным отчётом из Южной Африки, в котором категорично утверждалось, что сведения «Sun» являются выдумкой от начала до конца. Как выяснилось позднее, «утку» запустил нью-йоркский журналист Ричард Адамс Локк. Основой же для истории лунных мышелюдей послужило не что иное, как заявление Груйтуйзена, опубликованное в «Edinburgh New Philosophical Journal».

## Маргинальные и неподтверждённые теории
В настоящее время, однако же, находятся желающие верить, что город Груйтуйзена действительно является местом пребывания гипотетических разумных существ или, по крайней мере, покинутым ими поселением.
Так, утверждается, что весь Центральный Залив, на окраине которого расположен город, некогда был накрыт огромным куполом, руины которого были зафиксированы на одной из фотографий в ходе миссии Surveyor 6, как цепочки светящихся образований, находящихся на лунном горизонте, на фоне зашедшего Солнца.
Как отмечалось, мнения о естественном или искусственном происхождении «лунного города» во многом зависят от психологического настроя наблюдающего, который сознательно или бессознательно пытается найти сходство лунных структур с чем-то знакомым ему на Земле, при том, что нет и не может быть доказательств, что создания инопланетного разума обязаны напоминать земные, тем более, что даже при высшем на данный момент разрешении телескопов невозможно разглядеть мелкие детали и тем более определить наличие движущихся объектов.
В качестве подтверждения того, что Луна всё же населена, приводятся многочисленные наблюдения феноменов неясного происхождения, которым до сих пор никем не было дано внятного объяснения. Таковы многократно наблюдавшиеся очаги свечения и другие непродолжительные локальные аномалии вида лунной поверхности (кратковременные лунные явления), радиосигналы, похожие на «организованное эхо», доносившиеся почему-то с тёмной стороны Луны, мостоподобная структура, около 12 км длиной, сама собой появившаяся в Море Кризисов, и так же неожиданно исчезнувшая (так называемый Мост О'Нила).
Наиболее радикальной в этом отношении, пожалуй, является точка зрения М. Хвастунова и А. Щербакова о том, что Луна представляет собой полый шар, внутри которого обитают разумные существа со своей техникой и всем необходимым для поддержания жизни.
По мнению А. В. Архипова, загадка «города Груйтуйзена» может быть разрешена лишь его непосредственным исследованием.

## В литературе
В литературных произведениях середины XIX века можно найти описание «города» и рассказы о том возбуждении, которое вызвало это открытие в умах, богатых воображением. Так, например, полагают, будто знаменитый эпизод из романа Жюля Верна «Вокруг Луны», в котором Ардан видит нечто напоминающее «руины города или крепости», навеян сообщением Груйтуйзена.
Вдохновлённый открытием лунного города, лорд Теннисон написал следующие строки:

The Moon’s white cities, and the opal width

Of her small glowing lakes, her silver heights

Unvisited with dew of vagrant cloud,

And the unsounded, undescended depth

Of her black hollows. Nay — the hum of men

Or other things talking in unknown tongue

And notes of busy Life in distant worlds.
Оригинальный текст (рус.)Луны прекрасны города

На ровных, мраморных просторах.

До шпилей гор, до облаков,

Глубин в сверкающих озёрах,

Ничто — ни тщетный глас людей,

И всех живущих земле,

На неизвестном языке,

Не тронет дальних тех миров.
— Дословно: Белеющие города луны, опаловая ширина / Её пылающих озёр, её серебряных высей, / Нетронутых росой бродячих облаков, / И неизмеренная, нетронутая глубь / Её чёрных ущелий. Нет — гул людей / Или других созданий, общающихся на неизвестном языке, / И знаки деятельной Жизни в далёких мирах.